# Warta Gorzów Wielkopolski (piłka nożna)
Warta Gorzów Wielkopolski – polski klub piłkarski z Gorzowa Wielkopolskiego, który został założony w 1945 roku.

## Historia

### Zmiany nazw
(14 maja 1945) KKS (Kolejowy Klub Sportowy) Kolejarz Gorzów Wielkopolski
(1957) KKS (Kolejowy Klub Sportowy) Warta Gorzów Wielkopolski
(1992) KKP (Kolejowy Klub Piłkarski) Warta Gorzów Wielkopolski (Zawieszenie działalności w 2002 r.)
(2008) KP (Klub Piłkarski) Warta Gorzów Wielkopolski (W sezonie 2008/2009 klub występował pod nazwą KP Warta Beneton Gorzów Wielkopolski)

### Zarys historii
Piłkarze Warty w swej historii przez kilka sezonów występowali w III lidze (obecnej drugiej lidze). To najstarszy klub byłego województwa gorzowskiego, a starsi gorzowscy kibice do dziś pamiętają pasjonujące mecze derbowe Kolejarza (późniejszej Warty) ze Stilonem, który wcześniej nosił nazwę Unia. Za datę powstania klubu przyjęto dzień 14 maja 1945 r., choć już dwa tygodnie wcześniej gorzowscy kolejarze rozegrali swój pierwszy mecz z drużyną żołnierzy Armii Czerwonej, stacjonujących w mieście nad Wartą. Pierwsza nazwa brzmiała: Klub Sportowy Związku Zawodowego Kolejarzy, ale już 15 października 1949 r. po reformie polskiego  sportu powstało Zrzeszenie Sportowe „Kolejarz” - Klub Sportowy w Gorzowie, a następnie w 1951 r. Koło Sportowe Z.S. „Kolejarz”. W styczniu 1957 r. koło uzyskało osobowość prawną, stając się klubem i przyjmując nazwę Kolejowy Klub Sportowy „Warta”. Prezesem został J. Kozłowski. Wcześniej, w sezonie 1952, Kolejarz został mistrzem okręgu zielonogórskiego, co skutkowało uzyskaniem prawa do gry o wejście do II ligi. W następnych latach gorzowianie grali w lidze międzywojewódzkiej (odpowiednik III ligi), a w sezonie 1957, już pod szyldem KKS Warta, ponownie zostali mistrzami województwa. W walce o II ligę ulegli wówczas Pogoni Szczecin. Przez kilkanaście następnych sezonów zespół Warty grał na szczeblu międzywojewódzkim, po czym spadł do klasy A. W sezonie 1989/1990 piłkarze Warty zdobyli mistrzostwo okręgu gorzowskiego, a w wyniku reformy systemu rozgrywek zostali włączeni do III ligi. W późniejszych latach wskutek problemów finansowych zlikwidowano najpierw zespół  seniorów, a następnie wycofano z rozgrywek drużynę juniorów. Od sezonu 2001/2002 nie było w klubie żadnej drużyny piłki nożnej. W 2008 r. reaktywowano sekcję piłkarską zgłaszając drużynę seniorów do gorzowskiej Klasy B (ósmy poziom rozgrywkowy). W kolejnych sezonach klub stopniowo odbudowywał swoją pozycję awansując w 2018 r. do III ligi (czwarty poziom rozgrywkowy).
W swej historii KKS Warta miała aż 18 sekcji sportowych.
W sezonie 2024/2025 pierwsza drużyna występuje w III lidze grupa III, natomiast rezerwy w IV lidze lubuskiej.

## Sukcesy
- 5. miejsce w III lidze: 1991
- Puchar Polski (województwo zielonogórskie):
  - Finalista (2): 1962, 1963
- Puchar Polski (województwo lubuskie):
  - Finalista (5): 2018, 2019, 2020, 2022, 2024

## Poszczególne sezony
| Legenda – rozgrywki ligowe | Legenda – rozgrywki ligowe |
| Kolor                      | Oznaczenie                 |
| -------------------------- | -------------------------- |
|                            | I poziom ligowy            |
|                            | II poziom ligowy           |
|                            | pozostałe rozgrywki ligowe |
|                            |                            |
|                            | Mistrzostwo                |
|                            | Wicemistrzostwo            |
|                            | III miejsce                |
|                            |                            |
|                            | Awans                      |
|                            | Spadek                     |

| Legenda – rozgrywki pucharowe | Legenda – rozgrywki pucharowe |
| ----------------------------- | ----------------------------- |
| Z                             | Zwycięzca                     |
| F                             | Finalista                     |
| 1/2                           | 1/2 finału                    |
| 1/4                           | 1/4 finału                    |
| 1/8                           | 1/8 finału                    |
| 1/16                          | 1/16 finału                   |
| 1/32                          | 1/32 finału                   |
| G                             | Faza grupowa                  |
| 4R                            | 4 runda kwalifikacyjna        |
| 3R                            | 3 runda kwalifikacyjna        |
| 2R                            | 2 runda kwalifikacyjna        |
| 1R                            | 1 runda kwalifikacyjna        |
| W                             | Runda wstępna                 |

| Sezon     | Rozgrywki ligowe | Rozgrywki ligowe | Puchar Polski |  |
| Sezon     | Poziom           | Pozycja          | Puchar Polski |  |
| --------- | ---------------- | ---------------- | ------------- |  |
| 1946      | Klasa C          | ?                |               |  |
| 1946/1947 | ?                | ?                |               |  |
| 1947/1948 | ?                | ?                |               |  |
| 1948/1949 | Klasa A          | 4                |               |  |
| 1949/1950 | Klasa A          | 9                |               |  |
| 1951      | Klasa A          | 3                |               |  |
| 1952      | Klasa A          | 1                |               |  |
| 1953      | III liga         | 9                |               |  |
| 1954      | III liga         | 13               |               |  |
| 1955      | Klasa A          | 1                |               |  |
| 1956      | III liga         | 9                |               |  |
| 1957      | III liga         | 2                |               |  |
| 1958      | III liga         | 2                |               |  |
| 1959      | Liga okręgowa    | 2                |               |  |
| 1960      | Liga okręgowa    | 2                |               |  |
| 1960/1961 | Liga okręgowa    | 2                |               |  |
| 1961/1962 | Liga okręgowa    | 5                | 2R            |  |
| 1962/1963 | Liga okręgowa    | 6                | 1R            |  |
| 1963/1964 | Liga okręgowa    | 3                | 2R            |  |
| 1964/1965 | Liga okręgowa    | 3                |               |  |
| 1965/1966 | Liga okręgowa    | 7                |               |  |
| 1966/1967 | Liga okręgowa    | 5                |               |  |
| 1967/1968 | Liga okręgowa    | 6                |               |  |
| 1968/1969 | Liga okręgowa    | 7                |               |  |
| 1969/1970 | Liga okręgowa    | 5                |               |  |
| 1970/1971 | Liga okręgowa    | 7                |               |  |
| 1971/1972 | Liga okręgowa    | 7                |               |  |
| 1972/1973 | Liga okręgowa    | 7                |               |  |
| 1973/1974 | Liga okręgowa    | 7                |               |  |
| 1974/1975 | Liga okręgowa    | 13               |               |  |
| 1975/1976 | Klasa A          | 5                |               |  |
| 1976/1977 | Klasa A          | 2                |               |  |
| 1977/1978 | Klasa A          | ?                |               |  |
| 1978/1979 | Klasa A          | ?                |               |  |
| 1979/1980 | Klasa A          | 2                |               |  |
| 1980/1981 | Klasa A          | ?                |               |  |
| 1981/1982 | Klasa A          | ?                |               |  |
| 1982/1983 | Klasa A          | ?                |               |  |
| 1983/1984 | Klasa A          | 1                |               |  |
| 1984/1985 | Klasa okręgowa   | ?                |               |  |
| 1985/1986 | Klasa okręgowa   | ?                |               |  |
| 1986/1987 | Klasa okręgowa   | ?                |               |  |
| 1987/1988 | Klasa okręgowa   | ?                |               |  |
| 1988/1989 | Klasa okręgowa   | ?                |               |  |
| 1989/1990 | Klasa okręgowa   | 1                |               |  |
| 1990/1991 | III liga         | 5                |               |  |
| 1991/1992 | III liga         | 12               |               |  |
| 1992/1993 | Klasa okręgowa   | 13               |               |  |
| 1993/1994 | Klasa okręgowa   | 13               |               |  |
| 1994/1995 | Klasa okręgowa   | 13               |               |  |
| 1995/1996 | Klasa okręgowa   | 8                |               |  |
| 1996/1997 | Klasa okręgowa   | 14               |               |  |
|           |                  |                  |               |  |
| 2008/2009 | Klasa B          | 3                |               |  |
| 2009/2010 | Klasa B          | 1                |               |  |
| 2010/2011 | Klasa A          | 8                |               |  |
| 2011/2012 | Klasa A          | 2                |               |  |
| 2012/2013 | Klasa okręgowa   | 14               |               |  |
| 2013/2014 | Klasa A          | 2                |               |  |
| 2014/2015 | Klasa okręgowa   | 11               |               |  |
| 2015/2016 | Klasa okręgowa   | 3                |               |  |
| 2016/2017 | Klasa okręgowa   | 1                |               |  |
| 2017/2018 | IV liga          | 1                |               |  |
| 2018/2019 | III liga         | 14               |               |  |
| 2019/2020 | IV liga          | 1                |               |  |
| 2020/2021 | III liga         | 15               |               |  |
| 2021/2022 | III liga         | 15               |               |  |
| 2022/2023 | III liga         | 13               |               |  |
| 2023/2024 | III liga         | 15               |               |  |
| 2024/2025 | III liga         | 5                |               |  |

## Piłkarze

### Obecny skład
Stan na 3 sierpnia 2024
| Nr | Poz. | Piłkarz             |
| -- | ---- | ------------------- |
| –  | BR   | Filip Andrzejczak   |
| –  | BR   | Alan Madaliński     |
| –  | BR   | Dawid Smug          |
| –  | BR   | Łukasz Wiśniewski   |
| –  | OB   | Antoni Babiak       |
| –  | OB   | Bartłomiej Gajda    |
| –  | OB   | Mateusz Jaworski    |
| –  | OB   | Maciej Maćkowiak    |
| –  | OB   | Szymon Mroczko      |
| –  | OB   | Marcin Orzechowski  |
| –  | OB   | Konrad Przybylski   |
| –  | OB   | Adrian Skrzyniak    |
| –  | OB   | Dominik Winkel      |
| –  | PO   | Killian Benvindo    |
| –  | PO   | Borys Borek         |
| –  | PO   | Karol Gardzielewicz |
| –  | PO   | Robert Janicki      |

| Nr | Poz. | Piłkarz              |
| -- | ---- | -------------------- |
| –  | PO   | Mateusz Kaczorowski  |
| –  | PO   | Wojciech Karasiewicz |
| –  | PO   | Igor Lewandowski     |
| –  | PO   | Piotr Majerczyk      |
| –  | PO   | Adrian Marchel       |
| –  | PO   | Patryk Poręba        |
| –  | PO   | Mateusz Posmyk       |
| –  | PO   | Filip Roszak         |
| –  | PO   | Krystian Rybicki     |
| –  | PO   | Wojciech Stasiak     |
| –  | PO   | Dawid Ufir           |
| –  | NA   | Tymur Czepowoj       |
| –  | NA   | Paweł Krauz          |
| –  | NA   | Michał Samborski     |
| –  | NA   | Adam Setla           |
| –  | NA   | Przemysław Zdybowicz |